# Bacanius lotus
Bacanius lotus är en skalbaggsart som beskrevs av Sylvain Auguste de Marseul 1880. Bacanius lotus ingår i släktet Bacanius och familjen stumpbaggar. Inga underarter finns listade i Catalogue of Life.